# Swan Lake 65C
Swan Lake 65C är ett reservat i Kanada.   Det ligger i provinsen Manitoba, i den sydöstra delen av landet, 2 000 km väster om huvudstaden Ottawa. Swan Lake 65C ligger vid sjön Connolly Lakes.
Trakten runt Swan Lake 65C består huvudsakligen av våtmarker. Trakten runt Swan Lake 65C är nära nog obefolkad, med mindre än två invånare per kvadratkilometer.